# Carpelimus testaceipennis
Carpelimus testaceipennis är en skalbaggsart som beskrevs av Cameron 1923. Carpelimus testaceipennis ingår i släktet Carpelimus och familjen kortvingar. Inga underarter finns listade i Catalogue of Life.